# Aurora, Mehedinți
Aurora este un sat în comuna Cujmir din județul Mehedinți, Oltenia, România. Se află în partea de sud a județului, în Câmpia Blahniței.

## Personalități
- Alexandru Balaci (1916 - 2002), italienist român, critic și istoric literar, membru al Academiei Române.